# Celia Baudot de Moschini
 Celia Baudot de Moschini (1910-2006) est une joueuse d’échecs argentine, titulaire du titre de Maître international féminin depuis 1954. Elle se distingue par six victoires au championnat d'Argentine individuel féminin et remporte également à deux reprises le championnat sud-américain féminin. Son parcours international inclut deux participations au championnat du monde féminin.

## Biographie
Celia Baudot de Moschini naît le 5 octobre 1910 en Argentine. 

### Professeure de musique
Dans la première partie de sa vie, elle exerce comme professeure de musique, se marie et élève trois enfants, avant de débuter sa carrière dans les tournois d'échecs amateurs. Le 3 décembre 1976, l'un de ses fils, Enrique Antonio Moschini Baudot, qui milite au  Partido Revolucionario de los Trabajadores Argentina) (es), est enlevé par un groupe de la dictature militaire en Argentine et ne sera jamais retrouvé.

### Joueuse d'échecs
En 1954, elle remporte le championnat du monde d'échecs féminin de la zone sud-américaine et obtient le titre de Maître international de la FIDE (Fédération Internationale des Echecs). Durant les années 1950 à 1960, elle s'impose comme l'une des principales joueuses argentine d’échecs, remportant le championnat d'Argentine féminin à six reprises, en 1953, 1957, 1958, 1962, 1963 et 1968.
En 1963, à Fortaleza (Brésil), elle remporte pour la deuxième fois le championnat du monde d'échecs féminin de la zone sud-américaine.
Clélia Baudot de Moschini participe à deux éditions du championnat du monde d'échecs féminin : en 1955, à Moscou, elle se classe 18e, et en 1964 à Soukhoumi, elle se classe 18e.

## Rapport aux échecs
Malgré son palmarès, Celia Baudot de Moschini décrit souvent son approche des échecs comme amateur. Elle préfère les parties amicales aux tournois et à l'étude approfondie des manuels d'échecs. Son entraînement reste « relativement léger » comparé à la préparation minutieuse des joueuses de renommée internationale. Elle déclare, notamment : « Toutes ces femmes jouent extrêmement bien, en particulier dans les parties officielles, et elles dominent leurs nerfs. ».